# Piccata

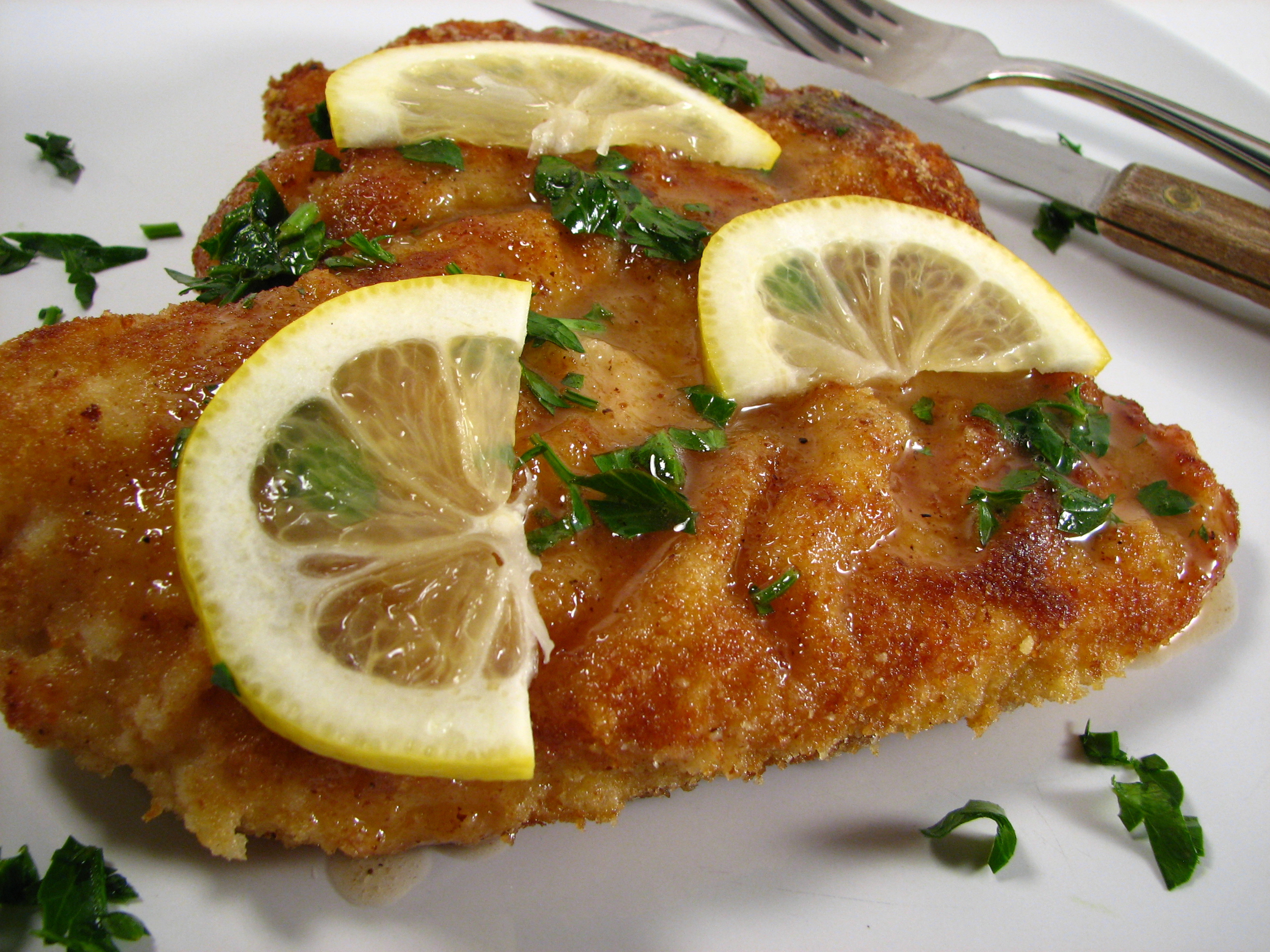
Piccata de pollo

La piccata es una preparación genérica de la cocina italiana realizada sobre ciertos alimentos (generalmente carnes o pescados), que se sirve picada, salteada y con una salsa que por regla general suele contener zumo de limón, mantequilla y especias diversas. Piccata es la forma femenina de la palabra italiana piccato.

## Servir
Este plato se suele servir acompañado de arroz, polenta o pasta. Existen variantes vegetarianas de este plato elaboradas con tofu.